# Aigalièrs
Eygaliers és un municipi francès del departament de la Droma, a la regió d'Alvèrnia-Roine-Alps. El 2018 tenia 109 habitants. Es troba dalt d'un turó. Hi ha un torrent que encercla pràcticament tot el terme municipal.